# 厄勒尔
厄勒尔是德国下萨克森州的一个市镇。总面积33.70平方公里，总人口1846人，其中男性920人，女性926人（2011年12月31日），人口密度55人/平方公里。